# Die Hektiker
Die Hektiker ("Les Agités" en français) est une bande d'humoristes autrichiens.

## Histoire
Le groupe se forme en 1981 avec Mini Bydlinski (de), Wolfgang Pissecker (de), Florian Scheuba (de) et Werner Sobotka (de). Ils se rencontrent alors qu'ils sont lycéens au gymnasium de Mödling.
En 1986, ils font leur première tournée autrichienne après avoir créé leurs premières pièces dans des théâtres viennois. De 1987 à 1989, Heinz Marecek (de) met en scène les trois parties du spectacle Gottes vermessene Kinder ("Les Enfants présomptueux de Dieu"), qui attire 18 000 spectateurs et 20 000 en province.
En 1990, Nackt!, mis en scène par Alexander Goebel (de), attire 100 000 spectateurs. L'année suivante, Danke, Liebe Hektiker en fait 40 000 à Vienne. Le groupe publie un premier LP qui devient numéro un des ventes en Autriche. Il fait ses premières représentations à Munich. Depuis, il apparaît régulièrement dans les émissions allemandes et autrichiennes.
En 1994, Mini Bydlinski quitte le groupe pour une carrière solo. Il est remplacé par Viktor Gernot (de).
De 1996 à 1999, les Hektiker animent l'émission Die kranken Schwestern ("Les sœurs malades", jeu de mots avec "infirmières", "Krankenschwestern") sur ÖRF, qu'ils écrivent et mettent aussi en scène.
De novembre 2006 à 2007, ils présentent le spectacle de leur 25 ans à Vienne qui reprend leurs meilleurs sketchs et des anecdotes. En 14 spectacles, ils ont donné 2 500 représentations en Autriche et en Allemagne.
Par ailleurs, les membres mènent aussi des carrières solos.

## Spectacles
- 1982 - Hektische Zeiten
- 1983 - Harmonische Zeiten
- 1984 - Wie es uns gefällt
- 1985 - Alles wird wieder gut
- 1987 - Im Rahmen der Republik
- 1988 - Gott stütze Österreich
- 1989 - Gottes vermessene Kinder
- 1990 - Nackt!
- 1992 - Danke, Liebe Hektiker
- 1993 - Kultur ist Super!
- 1996 - Echt
- 1999 - ICH
- 2002 - Jenseits - 20 Jahre "Die Hektiker"
- 2006 - Silberhochzeit - 25 Jahre "Die Hektiker"

## Discographie
- 1991 - Endlich
- 1992 - Und?
- 1994 - Neue CD
- 1997 - Echt
- 2006 - Keine neue CD